# Бюл
 Тази статия е за града в САЩ.  За канадското предприятие вижте Бюл (предприятие).  
Бюл (на английски: Buhl е град в окръг Туин Фолс, щата Айдахо, САЩ. Бюл е с население от 3985 жители (2000) и обща площ от 4,4 km². Намира се на 1149 m надморска височина. ЗИП кодът му е 83316, а телефонният му код е 208.